# Nigeriaanse oplichting

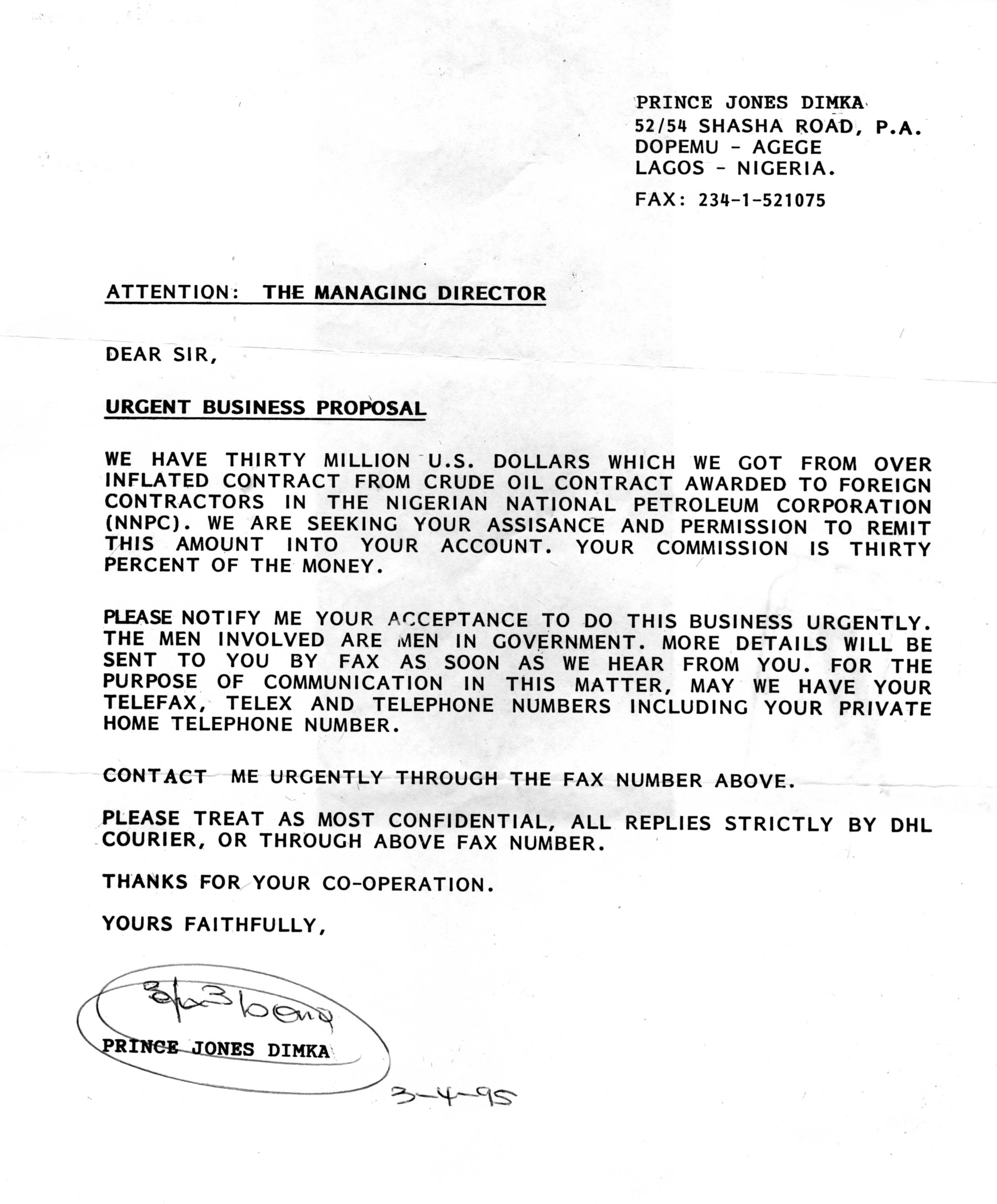
Voorbeeld van een Nigeriaanse oplichtingsbrief

Voorschotfraude, ook wel bekend als Nigeriaanse oplichting, is een vorm van oplichting. Aan het slachtoffer worden gouden bergen beloofd als hij eerst (relatief) kleine onkosten wil voorschieten. De 'kosten'-truc wordt herhaald tot het slachtoffer afhaakt, waarna de oplichters spoorloos verdwijnen. De term Nigeriaanse oplichting wordt in overdrachtelijke zin ook gebruikt voor oplichtingspogingen vanuit andere landen.
Deze vorm van oplichting is al oud. Een voorloper deed de ronde in 1900. Een zogenaamde rijkaard zat ergens gevangen en kon niet bij zijn geld om zijn proceskosten te betalen. Het slachtoffer werd gevraagd in ruil voor een beloning het geld tijdelijk onder zich te houden. Uiteindelijk moest ook hier geld voorgeschoten worden.
Met de komst van het internet en de bijhorende internetfraude zijn de oude communicatiemiddelen, fax en brief, nagenoeg geheel vervangen door massale e-mail-spam en berichten via community-netwerksites.

## Mooi verhaal
De eerste stap is het versturen van een stortvloed aan e-mails (spam) naar alle mogelijke adressen. Er wordt meestal gewerkt met standaardteksten en varianten daarop. De afzender beweert bijvoorbeeld een hoge overheidsfunctionaris te zijn, een executeur-testamentair, een stervende rijkaard, een bankmedewerker of een loterij. Het betreft een som van vaak miljoenen euro's of dollars, waarbij de hulp wordt ingeroepen van de ontvanger bij een of andere transactie.
Er wordt een beloning in het vooruitzicht gesteld en er wordt met aandrang gevraagd aan de ontvanger om zo snel mogelijk contact op te nemen. Er wordt vaak van webmailadressen gebruikgemaakt, zoals Hotmail, Yahoo Mail, Gmail en Consultant.com.
De e-mails zijn te herkennen doordat het voorstel onwaarschijnlijk goed klinkt, de oplichters weinig aandacht besteden aan de eerste e-mails (taalfouten), het voorstel gelinkt is met het "exotische" buitenland en er gebruik wordt gemaakt van betalingsmethodes zoals Western Union.
In 2005 kreeg deze vorm van oplichting de Ig Nobelprijs voor Literatuur - Presented to the Internet entrepreneurs of Nigeria, for creating and then using e-mail to distribute a bold series of short stories, thus introducing millions of readers to a cast of rich characters — General Sani Abacha, Mrs. Mariam Sanni Abacha, Barrister Jon A Mbeki Esq., and others — each of whom requires just a small amount of expense money so as to obtain access to the great wealth to which they are entitled and which they would like to share with the kind person who assists them.

## Gevolgen
De oplichting kan het slachtoffer financieel volledig ruïneren. Sommige slachtoffers steken zich diep in de schulden. Dit draagt ook bij tot het blijven betalen: in de ogen van het slachtoffer is er geen weg meer terug nadat er zoveel schulden zijn gemaakt, en is het beloofde bedrag de enige uitweg. In de extreemste gevallen raken ze alles wat ze bezitten kwijt en blijven ze bovendien met een flinke restschuld achter.
Wanneer iemand tot de ontdekking is gekomen dat hij is opgelicht, is de kans erg klein dat hij zijn geld terugziet. De oplichters maken gebruik van niet-traceerbare kanalen en laten zich ook op een niet-traceerbare manier betalen, bijvoorbeeld via Western Union. Ook zelf of via een privédetective op onderzoek uitgaan, heeft meestal geen andere gevolgen dan dat de kosten nog verder oplopen. Zelfs in de zeldzame gevallen waarin het tot arrestaties komt is het geld meestal verdwenen.
Naast de financiële schade is er vaak ook emotionele schade. Het slachtoffer durft niemand meer te vertrouwen. Ook komt het soms voor dat het slachtoffer zich wanhopig blijft vastklampen aan de droom van het geld en de oplichters blijft betalen, ook als een derde hem inmiddels op de feiten heeft gewezen. Sommige slachtoffers hebben zelfmoord gepleegd, zoals de Engelsman Leslie Fountain, die zichzelf in november 2003 in brand stak na tot de ontdekking te zijn gekomen dat hij was opgelicht. Een ander dodelijk incident vond plaats in februari 2003 op de Nigeriaanse ambassade in Praag. De 72-jarige Tsjech Jiří Pasovský schoot twee ambassademedewerkers neer, waarvan één dodelijk, nadat hij was opgelicht voor $ 550.000 en hij van de Nigeriaanse consul-generaal te horen had gekregen dat Nigeria hem dat niet zou terugbetalen.
Er zijn ook gevallen geweest waarin een slachtoffer, al dan niet op uitnodiging van de oplichters, naar het betreffende Afrikaanse land afreisde en gegijzeld werd. Bovendien zijn er ook verschillende gevallen van moord bekend (in de periode 1994-97 alleen al 15 gevallen). De bekendste '419-moord' was die op de Griekse George Makronalli. Hij werd door oplichters naar Zuid-Afrika gelokt, gegijzeld, en uiteindelijk vermoord toen zijn familie het losgeld niet betaalde.
Veel voorkomend is ook de "erfenis-scam" of "erfenisfraude". Het typische verhaal is dat een familielid of naamgenoot een verkeersongeluk heeft gehad en dat het slachtoffer meerdere miljoenen krijgt. Hiervoor moet dan wel eerst een voorschot worden betaald voor advocaatkosten, belasting en soms zelfs medicijnen of achterstallige huur. De documenten die de scammers hierbij gebruiken zoals paspoortkopieën en overlijdensaktes kunnen levensecht zijn. Sommige scammers werken samen met meerdere personen en bieden zelfs aan de vervalste stukken ter plekke te komen inzien. De scammers zijn er meester in op mensen in te praten en de druk langzaam op te voeren en doen zich dan bijvoorbeeld voor als advocaat (vaak gebruiken zij de term "Barrister").
Slachtoffers die zelf de onkosten niet kunnen betalen komen soms in de verleiding geld te verduisteren om zo de onkosten te betalen. Ze doen dit bijvoorbeeld door via een bankrekening van de werkgever te betalen, of uit onder beheer staande gelden van derden. Men denkt immers dat het saldo binnen korte tijd weer kan worden aangevuld. Het geld komt echter niet, en sommige slachtoffers zijn zelf strafrechtelijk vervolgd omdat ze verduistering hadden gepleegd teneinde de onkosten te kunnen betalen. Een van de bekendste voorbeelden hiervan was de oplichting van de Braziliaanse bankdirecteur Nelson Sakaguchi door de Nigeriaanse oplichter Emmanuel Nwude. Van 1995 tot 1998 betaalde Sakaguchi $ 242 miljoen aan Nwude. Dit geld was afkomstig van Sakaguchi's werkgever, Banco Noroeste Brazil, die hierdoor failliet ging. Deze zaak was een van de omvangrijkste fraudezaken ooit en leidde uiteindelijk tot 2 doden, een civiele en strafprocedure tegen Sakaguchi. Nwude werd eveneens vervolgd door de Nigeriaanse autoriteiten en is uiteindelijk tot 25 jaar gevangenisstraf veroordeeld. Het grootste deel van het geld is terugbetaald.
Wanneer het slachtoffer persoonlijke informatie heeft gestuurd is het mogelijk dat die ook wordt gebruikt om mensen op te lichten, bijvoorbeeld via identiteitsdiefstal. Hierdoor kan het slachtoffer zelfs jaren later nog in de problemen komen.
Er zijn ook mensen die op hun beurt proberen de oplichters op te lichten. Scambaiters gaan in op deze e-mails of advertenties en doen alsof ze het slachtoffer zijn om zo tijd en gegevens van de oplichter te verspillen. Via deze weg kunnen ze eventuele slachtoffers voorkomen omdat ze de oplichters openbaar maken.

## Bestrijding

### Nederland
De bestrijding van deze fraude is in Nederland in handen van het korps landelijke politiediensten. De zaak is zeer gecompliceerd en de prioriteit ervan ligt niet hoog. Hoewel er af en toe een succes wordt geboekt, blijft het dweilen met de kraan open.